# Maria Giuseppa Robucci
Maria Giuseppa Robucci-Nargiso (* 20. März 1903 in Poggio Imperiale; † 18. Juni 2019 ebenda) war eine italienische Supercentenarian und eine der drei ältesten Personen Europas sowie ab dem 22. Juli 2018 hinter Tanaka Kane der zweitälteste lebende Mensch.

## Biografie
Robucci wurde 1903 als Kind von Antonio und Maria Michela Robucci in Poggio Imperiale in Apulien geboren. Am 3. Dezember 1928 heiratete sie Nicola Nargiso, mit dem sie fünf Kinder hatte, drei Söhne und zwei Töchter: Angelo (* 1929), Concetta, Antonio (* 1936), Giuseppe (* 1941) und Filomena (* 1943). Zusammen mit ihrem Ehemann betrieb sie die Dorfbar. Im Zweiten Weltkrieg kämpfte Nargiso an der Front, danach geriet die Familie in finanzielle Schwierigkeiten. Nargiso starb 1982. In ihrem Dorf wurde sie Nonna Peppa genannt. Ihr Sohn Angelo und Enkel Nicola betrieben weiterhin die Bar Rom. Zu ihrem hundertsten Geburtstag 2003 gab Robucci ein Interview in der Fernsehsendung La Vita in Diretta auf dem Kanal Rai Uno. Mit 100 Jahren sagte sie, sie könne noch Holz hacken. Ihre Tochter Concetta, die als Schwester Nicoletta Mitglied der Sakramentsschwestern von Bergamo ist, zog zu ihr ins Altenheim San Severo, um sich um sie zu kümmern. Seitdem war sie auf Feierlichkeiten mehrmals Patin.
2014 brach sie sich bei einem schweren Sturz den Oberschenkelknochen und musste operiert werden, wobei ihr eine Prothese eingesetzt wurde. Ansonsten war sie jedoch gesund und konnte gut gehen, obwohl sie im Rollstuhl saß. 2015 wurde sie zur Ehrenbürgermeisterin ihres Heimatortes Poggio Imperiale ernannt. An ihrem hundertzwölften Geburtstag sagte sie zu ihrer Langlebigkeit: „Gott will, dass ich noch lebe, und ich will ihn nicht enttäuschen.“ Im Juni 2017 wurde sie an der Brust operiert. Ihre Langlebigkeit schrieb Robucci ihrem Optimismus, Gottesglauben und ihrer Ernährung zu. Sie gab an, gesund und wenig gegessen (u. a. viel Gemüse; zusätzlich liebe sie Brot, Tomaten und Öl) und niemals geraucht oder Alkohol getrunken zu haben. Außerdem sei sie bis ins hohe Alter jeden Tag in der Kirche von San Placido Martire bei der heiligen Messe gewesen. Robucci sagte, sie liebe Kartenspiele, Singen und Spaziergänge am Meer. Eine Brille trug sie nicht. 
Robucci lebte seit 2003 bei ihrer jüngsten Tochter Filomena und deren Mann in Apricena, einer Nachbargemeinde ihres Heimatortes. Sie starb am 18. Juni 2019 im Alter von 116 Jahren in Poggio Imperiale. Sie hatte fünf Kinder, neun Enkel und mindestens 16 Urenkel.

## Altersrekorde
Seit dem Tod von Hino Yukie am 13. Januar 2017 gehörte Robucci zur Gruppe der zehn ältesten lebenden Menschen. Seit dem Tod Ana Vela Rubios am 15. Dezember 2017 gehörte sie zu den fünf ältesten lebenden Personen; gleichzeitig wurde sie die zweitälteste lebende Europäerin. Der Tod ihrer Landsfrau Giuseppina Projetto am 6. Juli 2018 machte sie zur ältesten lebenden Italienerin und Europäerin sowie zum drittältesten lebenden Menschen; seit dem Tode Miyako Chiyos am 22. Juli 2018 war sie die zweitälteste lebende Person weltweit.
Robucci stieg am 13. Juni 2017 in die Liste der 100 ältesten Menschen ein. Am 21. Dezember 2017 wurde sie Mitglied der Top 50, ab dem 23. August 2018 gehörte sie zu den 30 ältesten Menschen aller Zeiten. Am 2. Dezember 2018 übertraf sie das Alter der Italoamerikanerin Dina Manfredini und wurde so zur drittältesten Italienerin und zur fünftältesten Europäerin überhaupt. Am 2. Februar 2019 wurde sie älter als Maggie Barnes und war seitdem eine der zwanzig ältesten Personen; seit Mai 2019 belegte sie Platz 16. Sie war die zwanzigste Person, die nachweislich ihren 116. Geburtstag erlebte. Am 27. April 2019 übertraf ihr Alter dasjenige von Giuseppina Projetto, wodurch Robucci seitdem die zweitälteste Italienerin war. Ab dem 7. Mai 2019 war sie älter als Ana Vela Rubio und damit die drittälteste Europäerin.